# Lijst van voorzitters van Ajax
AFC Ajax heeft sinds de oprichting van de vereniging zestien verschillende voorzitters gehad, die in de volgende tabel staan genoteerd.

## Voorzitters

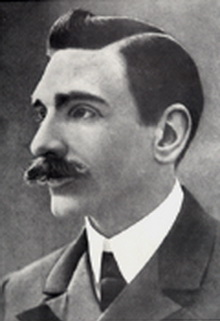
Floris Stempel, de eerste voorzitter van AFC Ajax

| Naam              | Nationaliteit | Begin / Eind van functie |
| ----------------- | ------------- | ------------------------ |
| Floris Stempel    | Nederland     | 1900 – 1908              |
| Chris Holst       | Nederland     | 1908 – 1910              |
| Han Dade          | Nederland     | 1910 – 1912              |
| Chris Holst       | Nederland     | 1912 – 1913              |
| Willem Egeman     | Nederland     | 1913 – 1925              |
| Frans Schoevaart  | Nederland     | 1925 – 1932              |
| Marius Koolhaas   | Nederland     | 1932 – 1956              |
| Wim Volkers       | Nederland     | 1956 – 1958              |
| Jan Melchers      | Nederland     | 1958 – 1964              |
| Jaap van Praag    | Nederland     | 1964 – 1978              |
| Ton Harmsen       | Nederland     | 1978 – 1988              |
| Michael van Praag | Nederland     | 1989 – 2003              |
| John Jaakke       | Nederland     | 2003 – 2008              |
| Uri Coronel       | Nederland     | 2008 – 2011              |
| Hennie Henrichs   | Nederland     | 2011 – 2020              |
| Frank Eijken      | Nederland     | 2020 – 2023              |
| Ernst Boekhorst   | Nederland     | 2023 – heden             |